# Rochus Friedrich zu Lynar
Rochus Friedrich zu Lynar, född 16 december 1708 i Lübbenau, död 13 november 1781, var en tysk greve och dansk ämbetsman och diplomat.
Lynar kom 1733 i dansk tjänst och blev 1735 sändebud i Stockholm, där han slöt sig nära till Arvid Horn. Efter dennes fall blev han 1740 på fransk begäran återkallad. År 1749 blev han sändebud i Sankt Petersburg, där han förgäves försökte få till stånd en överenskommelse med den holsteinske hertigen. Åren 1751-65 var han ståthållare i Oldenburg. Lynar inotg en framskjuten plats bland 1700-talets diplomater. Hans Staatschriften utgavs i 2 band 1793–1797.